# BioEssays
BioEssays es una revista  revisada por pares que cubre la biología molecular y celular . Las áreas cubiertas incluyen genética , genómica , epigenética , evolución ,biología del desarrollo , neurociencia , biología humana , fisiología , biología de sistemas y biología vegetal . La revista también publica comentarios sobre aspectos de la comunicación científica, la educación, las políticas y la actualidad.

## Historia
La revista fue establecida en diciembre de 1984 por el editor en jefe  y fundador William J. Whelan bajo los auspicios de la Unión Internacional de Bioquímica y Biología Molecular . Adam S. Wilkins se convirtió en editor en enero de 1990. Publicado originalmente por ICSU Press y The Company of Biologists , BioEssays ha sido publicado por John Wiley & Sons desde enero de 1998. Andrew Moore se convirtió en editor en jefe en agosto de 2008. Su actual (2021) editora en jefe es Kerstin Brachhold.

## Comentarios posteriores a la publicación
BioEssays ofrece un servicio de comentarios de artículos a través de su sitio web. Los temas de especial atención actual a menudo se destacan para comentar.

## Resumen e indexación
La revista está resumida e indexada en:
- AGRICOLA
- Resúmenes de ciencias acuáticas y pesca
- BIOBASE
- BIOSIS
- Resúmenes CAB
- Resúmenes científicos de Cambridge
- Servicios servicales abstractos
- Base de datos de ciencias biológicas de CSA
- Conciencia actual en ciencias biológicas
- Contenidos actuales (Ciencias de la vida)
- EMBASE / Excerpta Medica
- Instituto de Información Científica
- MEDLINE / Index Medicus
- Scopus
- El registro zoológico

Según Journal Citation Reports , la revista tiene un factor de impacto en 2012 de 5,423. Según accademic-accelerator , la revista tiene un factor de impacto para 2019 -2020 de 4631 y un índice h de 184.